# Egbert von Schorlemer
Friedrich Karl Wilhelm Egbert von Schorlemer (* 13. Januar 1824 in Wesel; † 28. Juni 1894 in Charlottenburg) war ein preußischer Generalmajor.

## Leben

### Herkunft
Egberts Urgroßvater Ludwig Wilhelm von Schorlemmer war Dragonergeneral unter Friedrich dem Großen und dessen Nachfahren preußische Artillerieoffiziere. Er war ein Sohn des preußischen Majors Wilhelm von Schorlemer (1790–1865) und dessen Ehefrau Albertine, geborene von Oppell (1802–1872). Sein jüngerer Bruder Alexander (1829–1870) fiel als preußischer Major in der Schlacht bei Mars-la-Tour.

### Militärkarriere
Nach dem Besuch der Realschule in Erfurt trat Schorlemer am 21. Juli 1841 als Musketier in das 32. Infanterie-Regiment der Preußischen Armee ein und avancierte bis Ende September 1844 zum Sekondeleutnant. 1848 nahm er an der Niederschlagung der Straßenkämpfe in Erfurt teil und war von Mitte Februar bis Ende September 1851 zum 4. kombinierten Reserve-Bataillon kommandiert. Am 10. Mai 1853 folgte seine Versetzung in das 19. Infanterie-Regiment nach Brieg. Schorlemer stieg Mitte August 1856 zum Premierleutnant auf und war von Oktober 1857 bis Juni 1858 als Kompanieführer zum I. Bataillon im 19. Landwehr-Regiment nach Polnisch Lissa kommandiert. Am 8. Juli 1858 schied er aus dem aktiven Dienst und trat als beurlaubter Offizier zum 1. Aufgebot des III. Bataillons im 32. Landwehr-Regiments in Naumburg (Saale) über. Vom 11. Mai 1859 bis zum 1. April 1860 folgte seine Kommandierung zur Dienstleistung in diesem Bataillon und am 23. Mai 1860 die Beförderung zum Hauptmann.
Am 16. Juni 1860 trat Schorlemer mit Patent vom 2. Juni 1860 unter gleichzeitiger Kommandierung zum kombinierten 31. Infanterie-Regiment in den aktiven Truppendienst zurück, aus dem sich Anfang Juli 1860 das 3. Thüringische Infanterie-Regiment Nr. 71 formierte. Er wurde am 13. Dezember 1860 zum Kompaniechef ernannt und nahm in dieser Eigenschaft während des Krieges gegen Österreich 1866 an den Kämpfen bei Podol, Münchengrätz, Holitz, Preßburg und Königgrätz teil. Für sein Wirken erhielt Schorlemer am 20. September 1866 den Roten Adlerorden IV. Klasse mit Schwertern.
Nach dem Krieg wurde er am 30. Juli 1868 unter Verleihung des Charakters als Major seinem Regiment aggregiert sowie am 17. Februar 1869 als Ehrenritter in den Johanniterorden aufgenommen. Schorlemer erhielt am 18. Juni 1869 das Patent zu seinem Dienstgrad und wurde am 21. September 1869 in das 3. Hessische Infanterie-Regiment Nr. 83 nach Kassel versetzt. Mit diesem Verband nahm er während des Krieges gegen Frankreich bis zu seiner leichten Verwundung in der Schlacht bei Sedan an den Kämpfen bei Weißenburg und Wörth teil. Nach seiner Gesundung war Schorlemer in die Kämpfe bei Courville, Châteauneuf-en-Thymerais, Bretoncelles, Bonneval, Loigny, Orleans, Beaugency und Fréteval eingebunden.
Ausgezeichnet mit beiden Klassen des Eisernen Kreuzes und des Mecklenburgischen Militärverdienstkreuzes wurde er nach dem Friedensschluss am 10. Januar 1872 zum Kommandeur des Füsilier-Bataillons in Arolsen ernannt. Dort stieg er am 19. September 1874 zum Oberstleutnant und am 22. März 1877 zum Oberst auf. Unter Stellung à la suite beauftragte man Schorlemer am 12. Juni 1877 mit der Führung des 2. Niederschlesischen Infanterie-Regiments Nr. 47 in Straßburg und ernannte ihn am 14. Juli 1877 zum Regimentskommandeur. Anlässlich des Ordensfestes erhielt er im Januar 1879 den Roten Adlerorden III. Klasse mit Schleife und Schwertern am Ringe und sein Regimentschef Ludwig von der Tann-Rathsamhausen ehrte ihn mit dem Komturkreuz des Bayerischen Militärverdienstordens. In Genehmigung seines Abschiedsgesuches wurde Schorlemer am 11. März 1882 mit Pension und der Berechtigung zum Tragen seiner Regimentsuniform zur Disposition gestellt. Nach seiner Verabschiedung erhielt er am 13. März 1884 den Charakter als Generalmajor. Er starb am 28. Juni 1894 in Charlottenburg und wurde am 1. Juli 1894 auf dem Invalidenfriedhof in Berlin beerdigt.

### Familie
Schorlemer heiratete am 24. September 1861 in Erfurt Marie von Petersdorff (1834–1902), die nach ihrem Tod ebenfalls auf dem Berliner Invalidenfriedhof beigesetzt wurde. Die Ehe blieb kinderlos.